# Anita Almada
Anita Almada  es una actriz cómica de cine, teatro y televisión argentina.
Hermana del cantor de tangos Carlos Almada, comenzó como actriz, bailarina, artista de varieté se sabe que trabajó como partenaire de un artista del género conocido como El Tano Genaro (Luis Riccio Rubi), ya formaba distintos elencos radiales cuando le llegó la posibilidad de integrarse a La Revista Dislocada de Délfor,  donde consiguió popularidad en sus versiones radiales y televisivas,  se sabe que era muy buena imitadora y que destacaban sus imitaciones de Libertad Lamarque y de Catita (Niní Marshall) 
En televisión integró los elencos de La Botica del Angel, los ciclos de La Chona Haydee Padilla, el Soldado Chamamé, El campeonato de la risa junto a Horacio Bruno “El correntino”  y Golo en Golo- sinas tanto en radio como en televisión, aunque todos guardan un imborrable recuerdo de su incursión en No toca botón junto a Olmedo, Portales, Susana Traverso y Jorgelina Aranda, aquel sketch donde hacía de la madre de Olmedo y le pedía a la sirvienta Aranda que le prepare “ la papita, pisadita, pisadita” y Olmedo la despedía siempre en Gasó o rosagarasino “Chagasau mamagaso
En cine tuvo cuatro intervenciones : Disloque en Mar del Plata (1964) Los caballeros de la cama redonda (1973) Los doctores las prefieren desnudas (1973) Custodio de señoras (1979)
Actuó en algunas películas junto a Alberto Olmedo, Jorge Porcel, Javier Portales, Haydeé Padilla, Jorge Barreiro, Adolfo García Grau, Mariquita Gallegos, entre otros.
En radio formó parte del elenco de Radio Splendid donde integró el programa La revista dislocada.

## Filmografía
- 1962: Disloque en Mar del Plata
- 1973: Los caballeros de la cama redonda
- 1973: Los doctores las prefieren desnudas
- 1979: Custodio de señoras[3]

## Televisión
- 1962: Telecataplum
- 1967: La revista dislocada
- 1970: Sábados del pueblo
- 1970/1971: Jaujarana
- 1971: Esta mujer es mía
- 1972: Gran pensión El Campeonato
- 1972: El soldado Chamamé
- 1973: Almorfando con La Chona
- 1976: Caras y caretas
- 1984 - 1987: Hiperhumor
- 1987: Los domingos golo… sinas[4]
- 1981/1987: No toca botón, con Alberto Olmedo y Javier Portales.[5]